# Törringelund

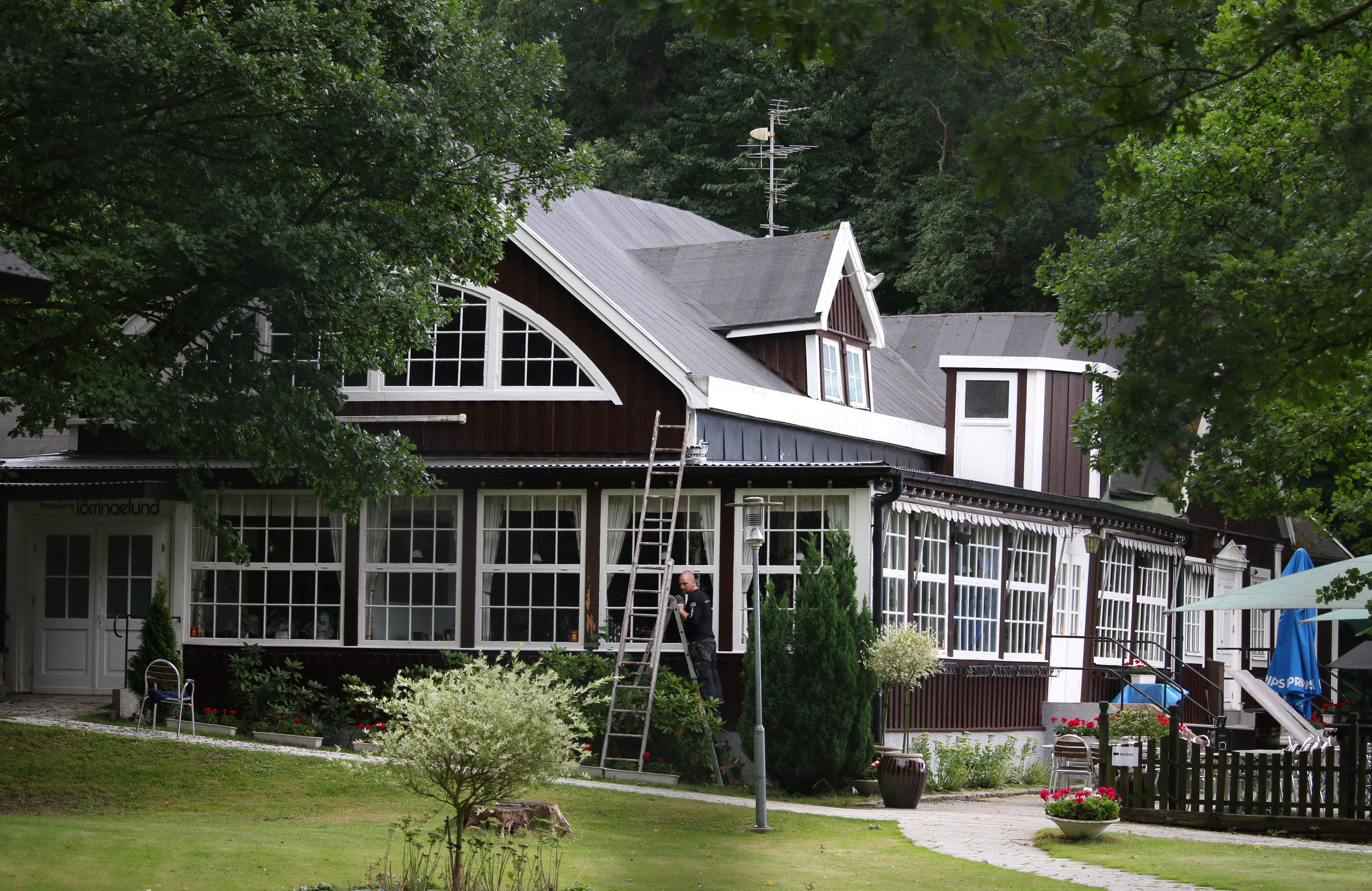
Törringelunds restaurang.

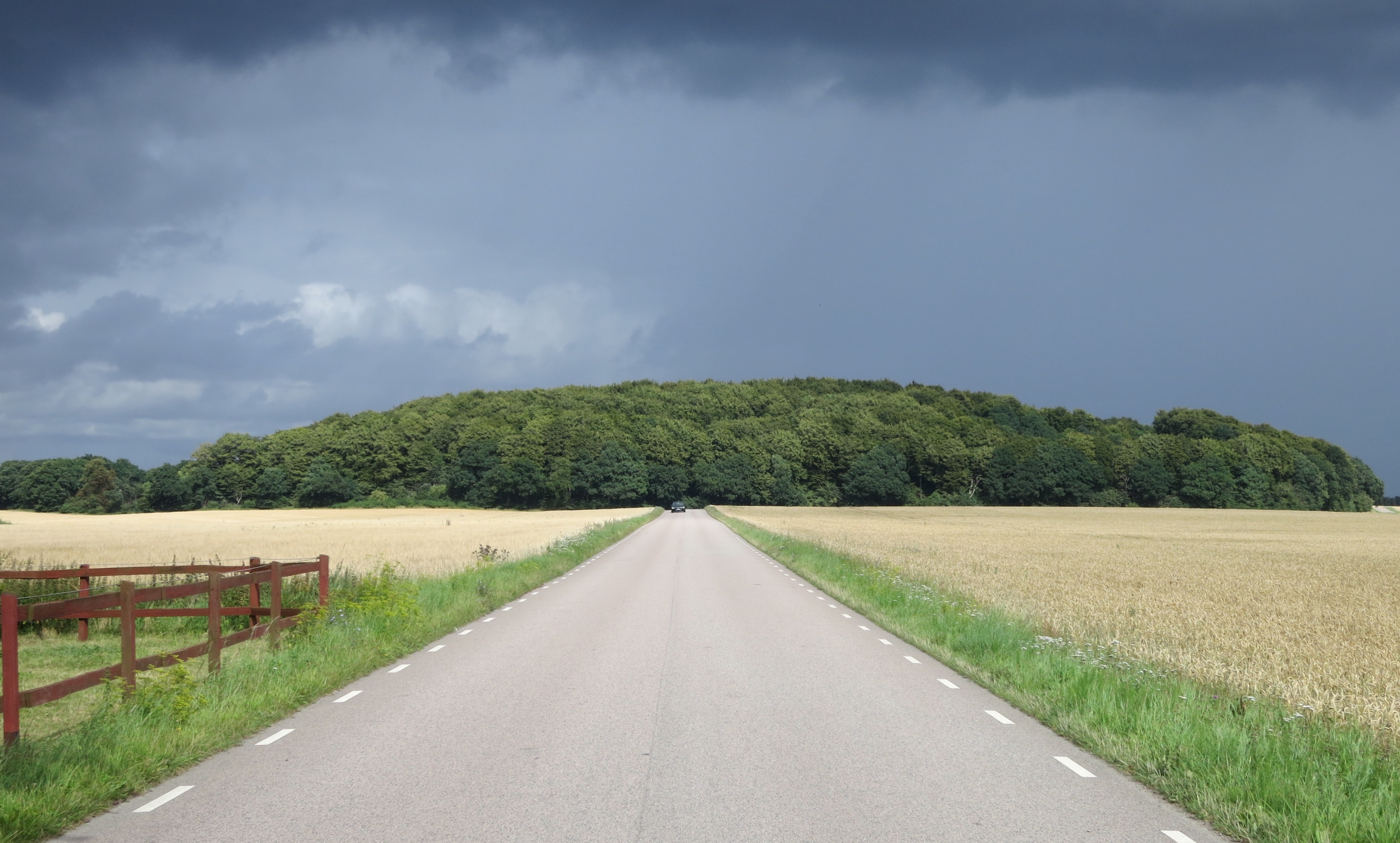
Törringelund på avstånd.

Törringelund är en dansbana och ett naturområde belägen mellan Svedala och Malmö i Törringe socken i Svedala kommun.
Dansbanans nuvarande utförande är en sexkantig byggnad med parkettgolv och inbyggd i ett hus.

## Dansbanan
Dansbanan har funnits där sedan mitten på 1800-talet då bönderna kom dit med häst och vagn.
1916 byggde Skabersjö skytteförening en åttakantig dansbana som såg ut så fram till 1932. Här fanns tidigare gungor och en vattenrutschkana med små båtar. Detta var till för barnen medan föräldrarna använde dansbanan. På området fanns det också en kraftmätare med klubba där man skulle slå kulan upp till klockan eller så långt man kunde.
1925 byggdes en sommarrestaurang i Törringelund där många av Skabersjö IF:s fester har anordnats.

## Naturområdet
Platsen är beväxt med lövskog och är omringad av en jordvall som är förstärkt med stenar. Det är en så kallad åkerö och runtom finns odlade fält. På grund av detta har skogen inte utsatts för hårt skogsbruk och platsens sällsynta växtlighet har därför bevarats.
Största delen av området har lövängsbokskog med trädslag som bok, ek, alm, hassel, slån och kastanj. I den norra del är det hedbokskog med ormbunkar och harsyra. Några blommor som finns i området är ärenpris, hästhovsört, svalört, vitsippa, skogsbingel, desmeknopp, lungört och två sorter av nunneört. Långt inne i naturområdet finns en liten damm med fin växtlighet och djurliv med ödlor och grodor.